# Eristalinus taeniops
Espèce
Eristalinus taeniops est une espèce d'insectes diptères du sous-ordre des Brachycera (les Brachycera sont des mouches muscoïdes aux antennes courtes) et de la famille des Syrphidae.

## Description
Insecte de 10 à 14 mm, aisément confondu avec une abeille, tant par son allure que par son vol et son butinage de fleurs en fleurs. Mais il s'en distingue par la pilosité discrète et la présence des deux yeux globuleux caractéristiques des diptères. Ces deux yeux composés, jaunâtres, sont striés par cinq rayures foncées ne laissant aucun  doute sur l'identification. Ces yeux ne sont pas sans rappeler ceux du criquet égyptien (Anacridium aegyptium), bien éloigné pour ce qui concerne la taxonomie.
L’abdomen orangé comporte quelques larges rayures transversales noires dans sa partie inférieure. Le scutellum est d'apparence métallique, couleur bronze, avec deux ou quatre bandes longitudinales légèrement plus foncées et plus ou moins visibles selon les spécimens. Les antennes sont très courtes comme pour la majorité des diptères.

## Distribution
Le long des côtes du sud de la France et plus largement les pays de l'Europe méridionale (Espagne, Portugal, Italie, Grèce) et d'Afrique du Nord, ainsi qu'en Afrique du Sud.  Introduit en Amérique du Nord et du Sud.

## Galerie

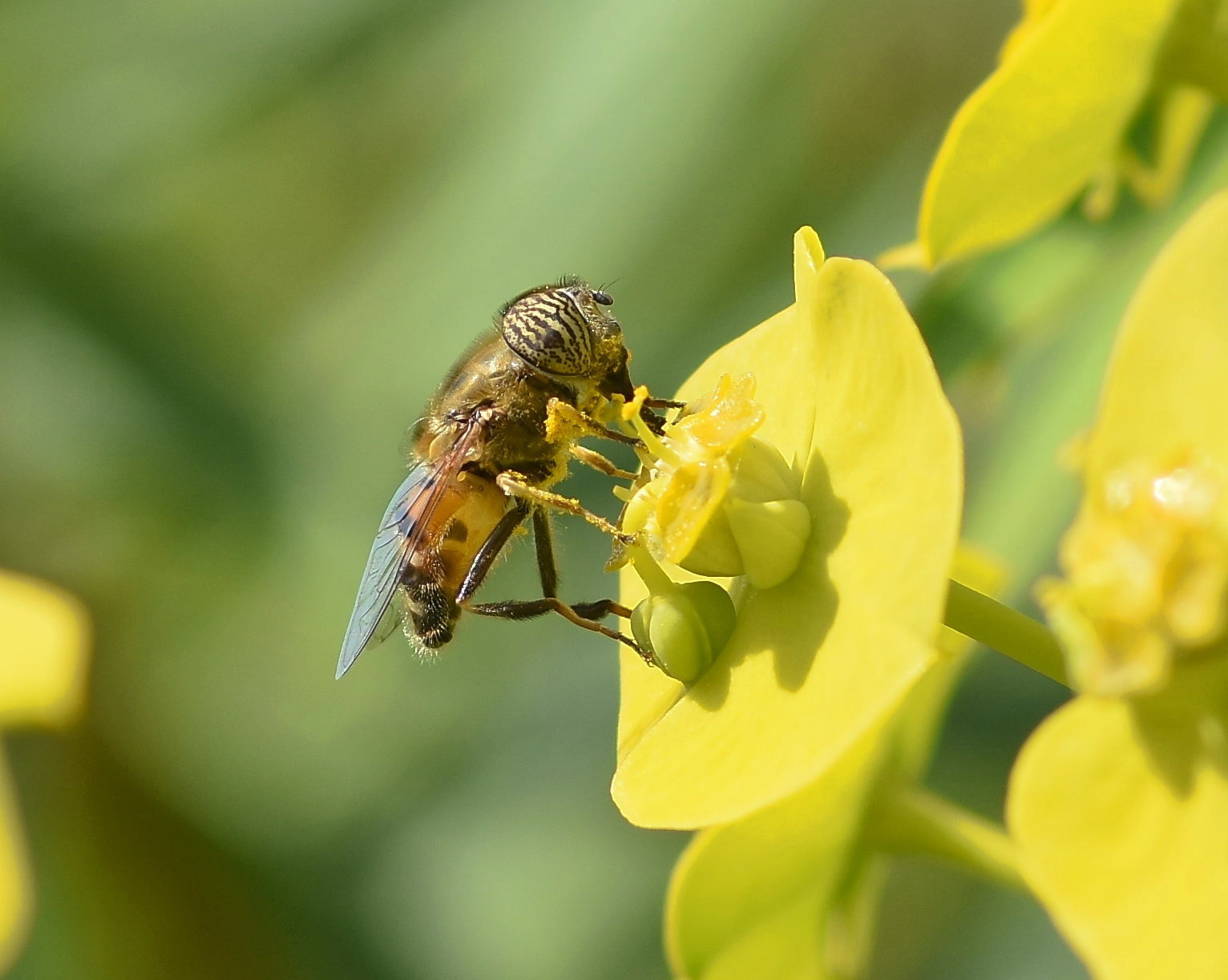
Mâle sur une inflorescence (cyathe) d'Euphorbia dendroides
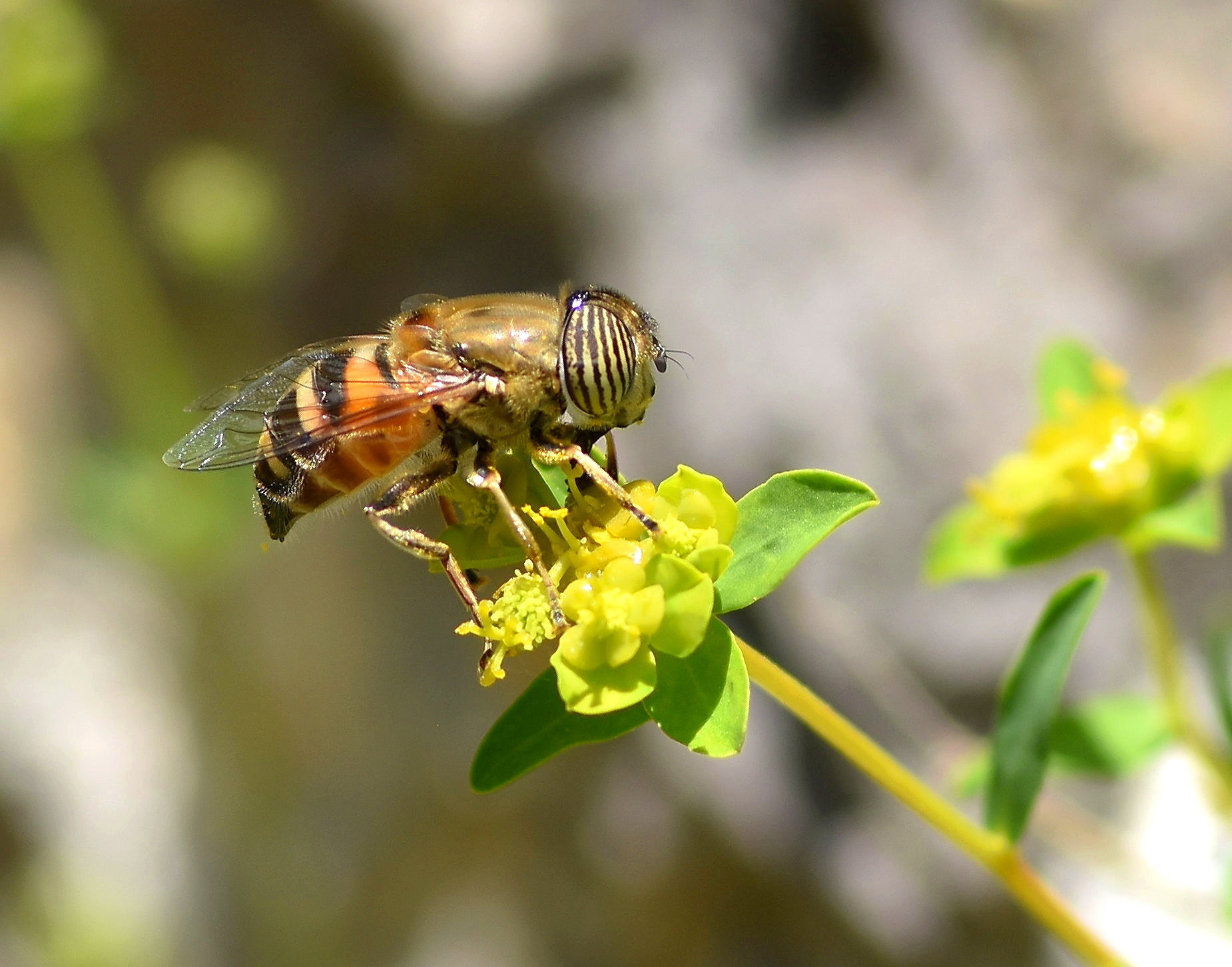
Femelle sur une inflorescence (cyathe) d'Euphorbia spinosa
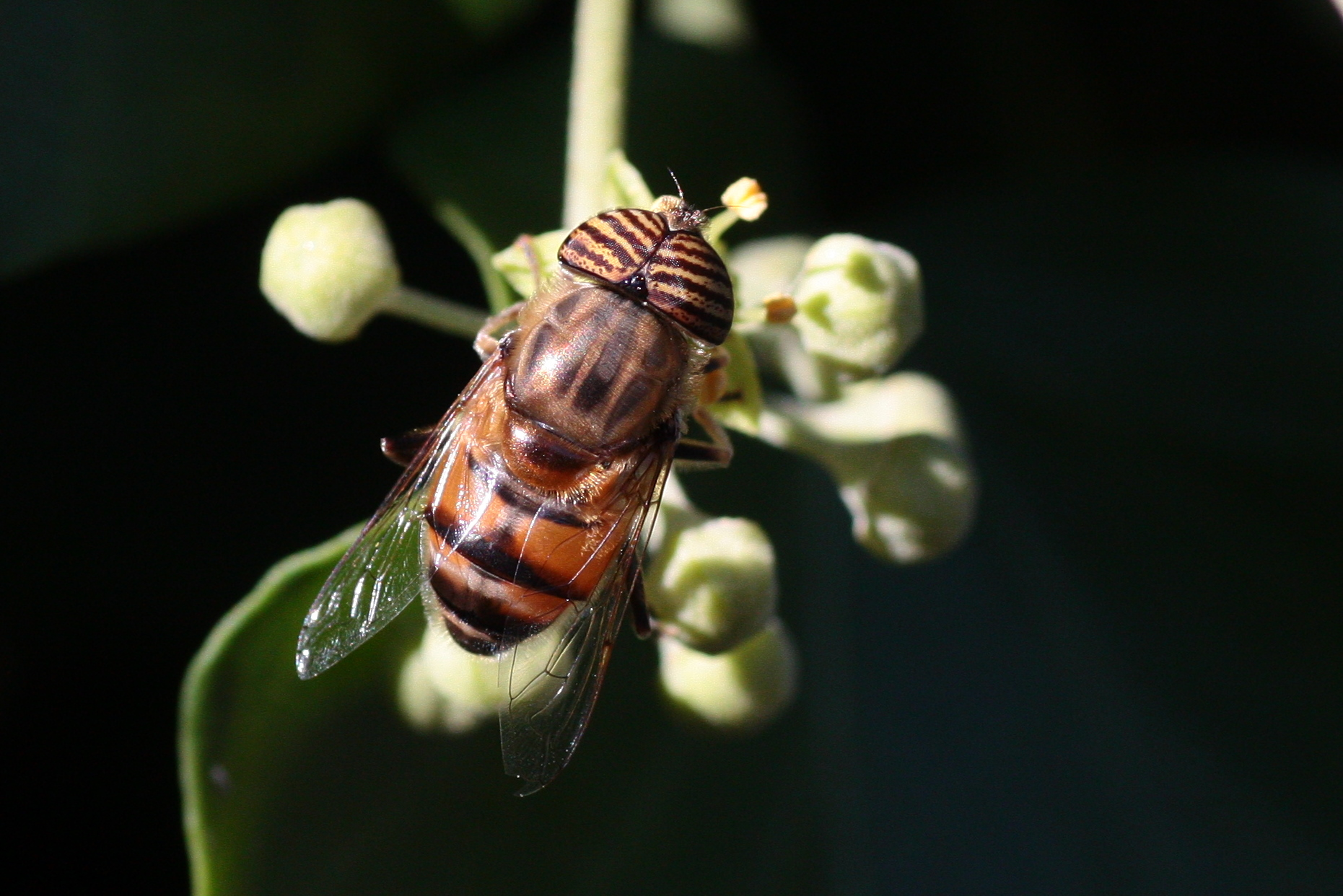
Mâle vu de dessus sur une fleur de lierre (Hedera helix).
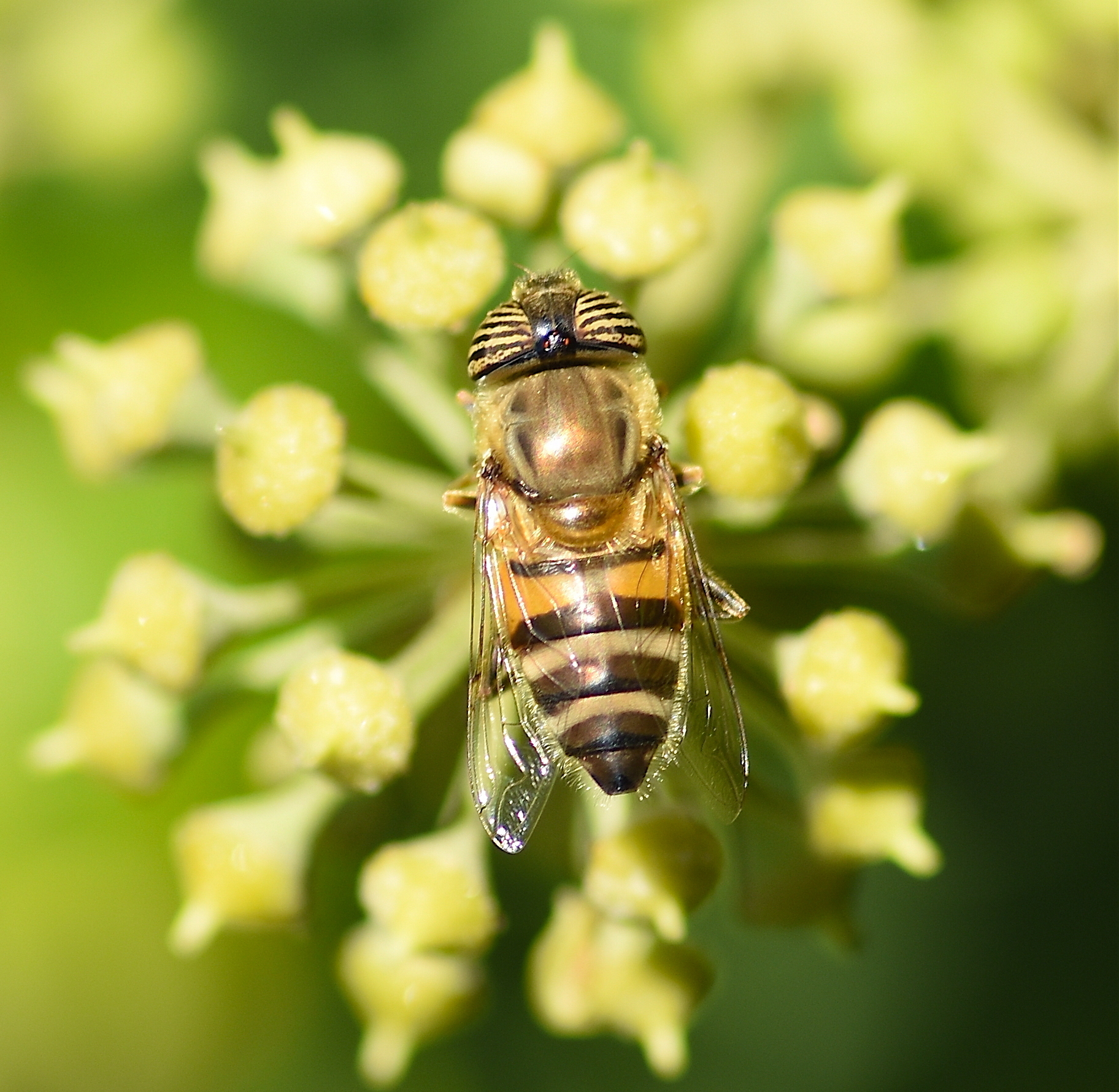
Femelle vue de dessus sur une fleur de lierre.
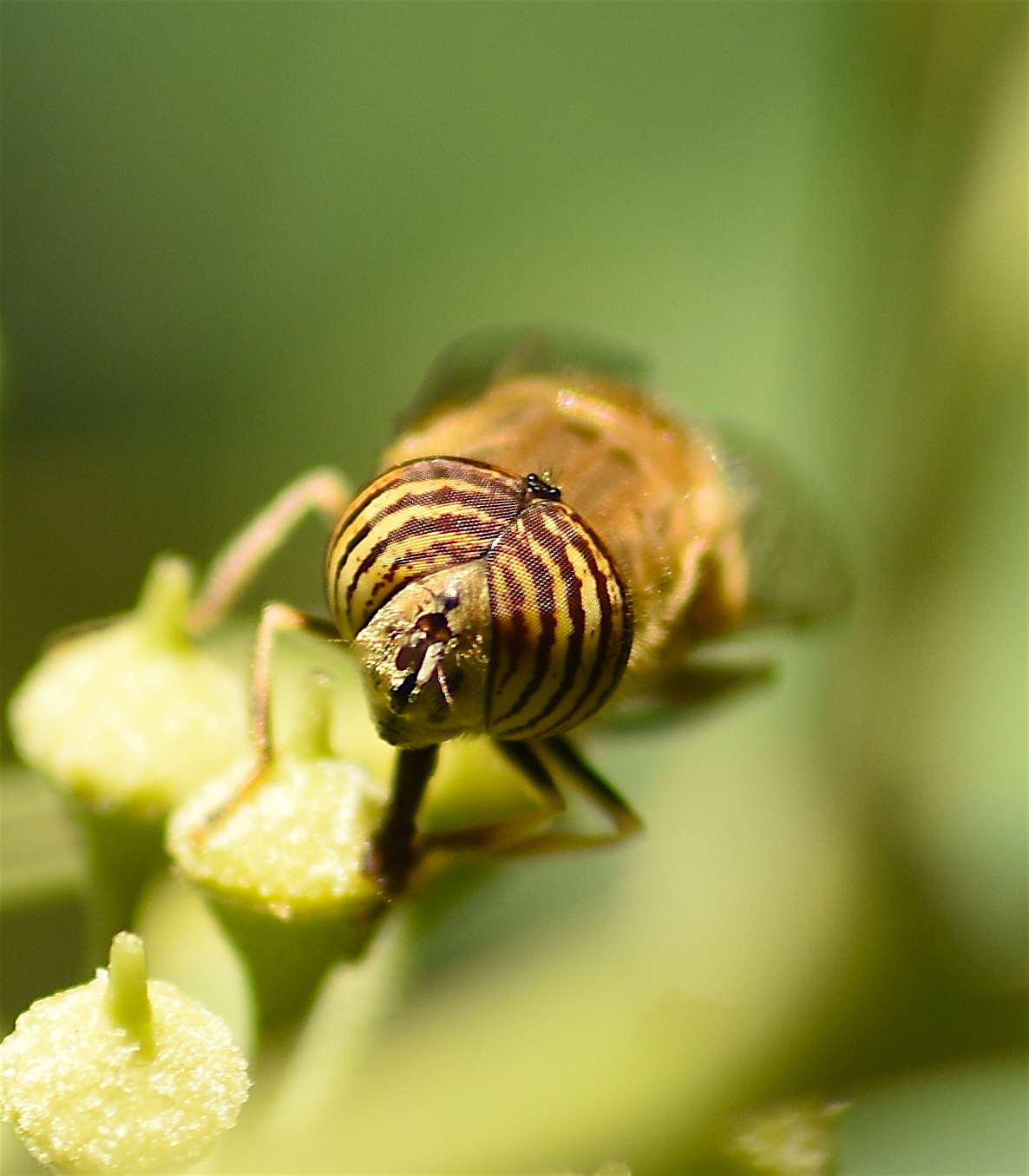
Mâle, vue rapprochée des yeux.
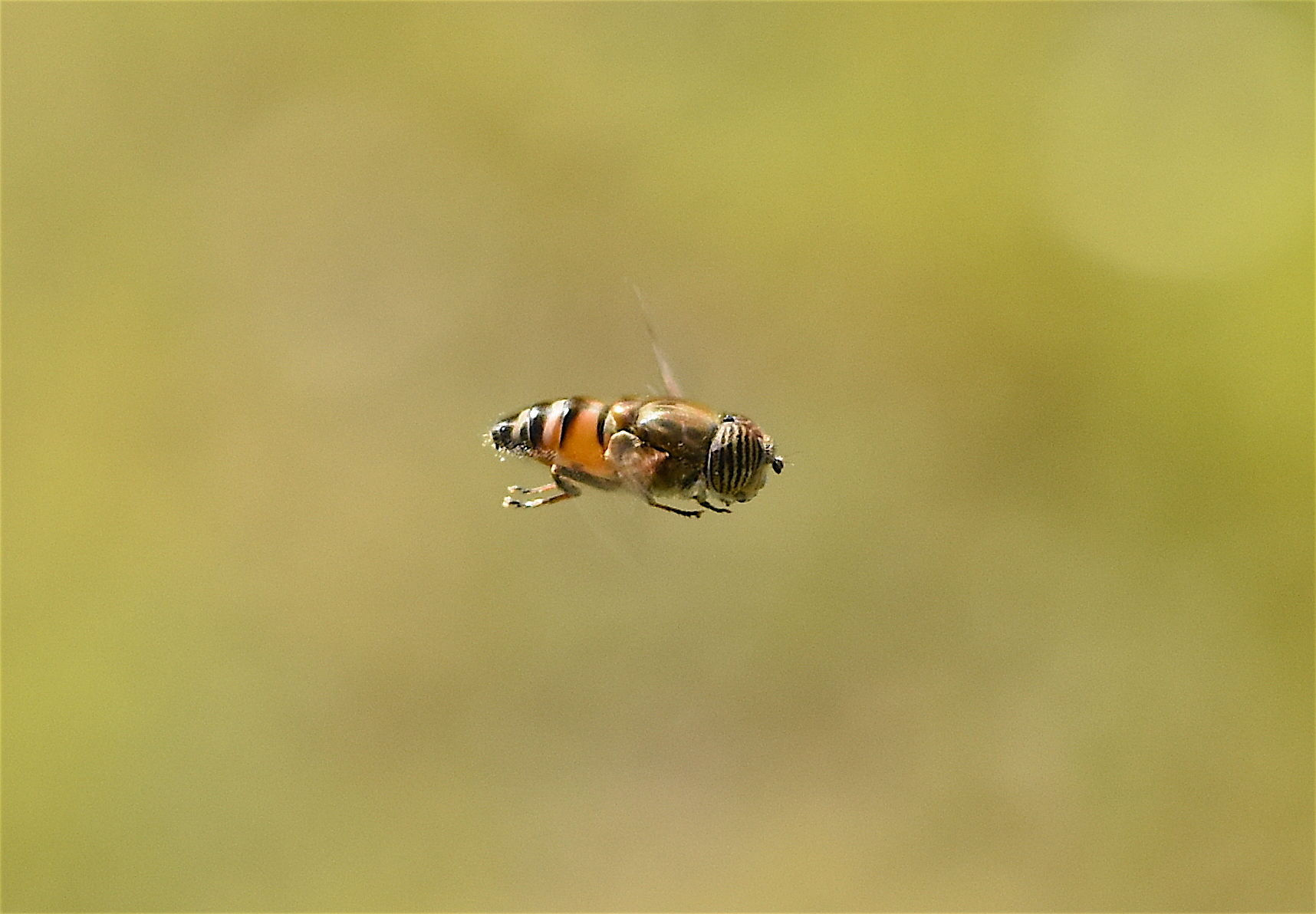
Spécimen en vol